# Краденое солнце
«Краденое солнце» — одно из самых известных стихотворных произведений Корнея Чуковского, написанное в 1927 году. Впервые опубликовано в 1933 году, отдельная публикация в 1936.

## Сюжет
Сказка повествует о том, как однажды из вредности Крокодил проглотил солнце. Всё вокруг погрузилось во тьму. Звери стали думать, как солнышко вернуть, но это оказалось непростой задачей, поскольку Крокодила звери очень боялись. Для спасения солнышка звери позвали Медведя. Тот поначалу отказывается, так как занят поисками своих внуков-медвежат, но Зайчиха увещевает его:

Стыдно старому реветь:

Ты не Заяц, а Медведь!

Услышав, что после освобождения солнца внуки сами вернутся к нему, Медведь соглашается и отправляется к Большой Реке. Там он находит Крокодила, в пасти которого лежит солнце, и требует вернуть его:
Говорю тебе, злодей,

Выплюнь солнышко скорей!

А не то, гляди, поймаю,

Пополам переломаю, —

Будешь ты, невежа, знать

Наше солнце воровать!

Вот разбойничья порода:

Цапнул солнце с небосвода

И с набитым животом

Завалился под кустом,

Да и хрюкает спросонья,

Словно сытая хавронья.

Пропадает целый свет,

А ему и горя нет!

Но Крокодил возвращать солнце отказывается, угрожая при этом проглотить и луну:

Если только захочу,

И луну я проглочу!

В конце концов Медведь побеждает Крокодила и освобождает солнце.
Образом для стиха послужила скандинавская сага, о том как Фенрир проглотил Солнце, но Бог Видар вызволил его оттуда.

## Литературный анализ
Структурно сказка напоминает другое известное произведение писателя, «Тараканище» — то же нарушение равновесия привычного мира злыми силами, страх перед врагом, появление защитника, уничтожение врага. В обеих сказках зло фантомно: если в «Тараканище» главный злодей на самом деле мал и слаб, то в «Краденом солнце» собственно кража солнца злоумышленником ставится под сомнение в первых строках произведения: «Солнце по небу гуляло / И за тучу забежало» (отсюда и переполох). Возможная непричастность Крокодила, тем не менее, не избавляет того от наказания: «Уж он мял его / И ломал его: / „Подавай сюда / Наше солнышко!“».

## Экранизации и другие адаптации
- «Краденое солнце» 1944 год «Союзмультфильм».
- «Краденое солнце» 1978 год «Творческое объединение „Экран“».
- «Доктор Айболит. Крокодил и Солнце» 1984—1985 годы «Киевнаучфильм».
- Музыкальная сказка «Краденое солнце», выпущенная одноимённой рок-группой 1998 год.